# Steep (Hampshire)
Steep is een civil parish in het bestuurlijke gebied East Hampshire, in het Engelse graafschap Hampshire.